# Mats Jingblad
Mats Jingblad (* 9. August 1958 in Halmstad) ist ein ehemaliger schwedischer Fußballspieler, der im Anschluss an seine aktive Laufbahn eine Trainerkarriere begann. Sowohl als Spieler als auch als Trainer hat der Offensivspieler, der zwischen 1982 und 1984 in zehn Länderspielen für die schwedische Nationalmannschaft auflief und dabei acht Tore erzielte, den schwedischen Meistertitel gewonnen.

## Werdegang

### Zehn Jahre Allsvenskan
Jingblad begann seine Karriere bei BK Astrio, den er als Nachwuchstalent Anfang 1977 in Richtung Halmstads BK verließ. Beim amtierenden Meister kam er unter Trainer Roy Hodgson in seiner ersten Spielzeit als Ergänzungsspieler zu fünf Spieleinsätzen in der Allsvenskan. Im Laufe der Spielzeit 1978 erspielte er sich einen Stammplatz, trotz eines guten Saisonstarts platzierte er sich mit der Mannschaft um Hans Selander, Rutger Backe und Bertil Andersson jedoch nur als Tabellenachter. In seinem dritten Jahr stand er schließlich in 24 der 26 Saisonspiele auf dem Platz. Mit acht Saisontoren war er maßgeblich am Gewinn des Von-Rosens-Pokals für den schwedischen Landesmeister beteiligt, als IFK Göteborg um einen Punkt distanziert wurde.
Wiederum folgte nach dem Titelgewinn eine durchwachsene Spielzeit für den Klub. Zwar war Jingblad weiterhin Stammspieler unter Hodgson und – als dieser im Sommer 1980 dem ebenfalls vorher in Schweden tätigen Bob Houghton als Assistenztrainer zu Bristol City folgte – dessen Nachfolger Rolf Andersson, trotzdem reichten seine fünf Saisontore lediglich zum achten Tabellenrang. Unter Trainer Jan Mak stürmte er auch in der Spielzeit 1981 regelmäßig und krönte sich mit neun Saisontoren zum besten vereinsinternen Torschützen, an der Seite von Lennart Ljung, Frenkie Schinkels und Jan Jönsson manifestierte die Mannschaft jedoch ihre Rolle als Mittelfeldklub und zog auch im folgenden Jahr als letzte der acht für die Meisterschaftsendrunde qualifizierten Mannschaften in die Play-off-Spiele ein, wo sie gegen UEFA-Pokal-Sieger IFK Göteborg in der ersten Runde ausschied. Dennoch hatte er sich im Laufe des Jahres 1982 in den Vordergrund gespielt und war von Nationaltrainer Lars Arnesson in die schwedische Auswahlmannschaft berufen worden. Beim 2:2-Unentschieden gegen die tschechoslowakische Nationalmannschaft am 6. Oktober des Jahres im Rahmen der Qualifikation zur Europameisterschaft 1984 kam er als Einwechselspieler für Jan Svensson zum Einsatz und erzielte in der 89. Spielminute mit dem 1:2-Anschlusstreffer sein erstes Länderspieltor. In den folgenden Spielen blieb ihm in der Nationalmannschaft dennoch meist der Platz auf der Ersatzbank, erst im Laufe der Spielzeit 1983, in der er als regelmäßiger Torschütze in der Allsvenskan für sich warb – seine zwölf Saisontore führten ihn hinter Thomas Ahlström auf den mit Sören Börjesson geteilten zweiten Platz der Torschützenliste – erkämpfte er sich auch Plätze in der Startformation der Nationalmannschaft. Dabei schaffte er in einem Freundschaftsspiel gegen die Nationalmannschaft von Trinidad und Tobago einen Hattrick, als er beim 5:0-Erfolg neben Sven Dahlkvist und Thomas Sunesson als Torschütze glänzte.
Während Jingblad in der Liga mit seinem Klub in der Spielzeit 1984 im hinteren Mittelfeld spielte und, nachdem die Mannschaft zeitweise im Abstiegskampf stand, mit ihr erneut als Tabellenachter die Schlussrunde um die Meisterschaft erreichte, kam er erneut nur noch sporadisch in der Nationalelf zum Einsatz und wurde ab Mitte des Jahres nicht mehr berücksichtigt. Zwar weiterhin Stammspieler unter dem mittlerweile verpflichteten Stefan Lundin ging auch seine Torquote zurück und nach dem Abstieg am Ende der Spielzeit 1987 verließ er nach 218 Allsvenskan-Spielen und 65 Erstligatoren den Verein, um zu BK Astrio zurückzukehren. Bei seinem Heimatverein, mit dem er von der fünften bis in die dritte Liga durchmarschierte, war er bis 1991 aktiv.

### Als Trainer in Schweden und Griechenland
1992 kehrte Jingblad zu seiner langjährigen Spielstation Halmstads BK zurück, um beim im Vorjahr aus der Allsvenskan abgestiegenen Klub das Traineramt zu übernehmen. Am Ende seiner ersten Spielzeit stieg er mit der Mannschaft direkt wieder auf und erreichte durch eine offensiv ausgestaltete Spielweise mit ihr den fünften Tabellenplatz. Nach einem siebten Platz im Folgejahr führte er die Mannschaft um Håkan Svensson, Niclas Alexandersson, Jesper Mattsson, Freddie Ljungberg und Torbjörn Arvidsson einerseits in der Spielzeit 1995 auf den dritten Tabellenplatz hinter Serienmeister IFK Göteborg und Helsingborgs IF und andererseits ins Endspiel um den Landespokal. Mit einem 3:1-Erfolg gegen AIK gewann der Klub erstmals die Trophäe und trat anschließend im Europapokal der Pokalsieger 1995/96 an. In der ersten Runde aufgrund der Auswärtstorregel gegen Lokomotive Sofia erfolgreich stand die Mannschaft in der zweiten Runde gegen den italienischen Vertreter AC Parma kurz vor einer Sensation. Das aufgrund eines Streiks im Göteborger Gamla Ullevi ausgetragenen Hinspiel gewann der Klub durch Tore von Robert Andersson und des zweifachen Torschützen Niklas Gudmundsson mit 3:0, im Rückspiel ging der Verein aus Parma jedoch bereits nach zwei Minuten durch Filippo Inzaghi in Führung und setzte sich letztlich mit einem 4:0-Erfolg durch.
Durch seine Erfolge hatte Jingblad die Begehrlichkeiten des IFK Göteborg geweckt, der einen Nachfolger für Roger Gustafsson suchte. Mit der Mannschaft um Spieler wie Magnus Erlingmark, Andreas Andersson, Mikael Nilsson, Teddy Lučić und Jesper Blomqvist setzte er sich mit zehn Punkten Vorsprung auf Vizemeister Malmö FF durch und verteidigte den Titel des Vorjahres. In der folgenden Spielzeit erreichte er mit der Mannschaft hinter seinem ehemaligen Klub Halmstads BK die Vizemeisterschaft, ehe der Klub zu Beginn der Spielzeit 1998 in den hinteren Ligabereich abrutschte. In der Folge trat Jingbald von seinem Amt zurück, so dass der Klub erstmals in seiner Vereinsgeschichte im Saisonverlauf seinen Trainer wechselte.
Jingblad unterschrieb einen Vertrag beim griechischen Klub Iraklis Thessaloniki, wo er den entlassenen Kiril Dojčinovski beerbte. Nach einem neunten Tabellenplatz zum Saisonende wurde er später durch Angelos Anastasiadis ersetzt. 2000 kehrte er nach Schweden zurück und übernahm das Traineramt beim Örebro SK. Unter seiner Leitung nahm der Klub anfangs eine positive Entwicklung und stand zeitweise unter den besten drei Mannschaften. Im Sommer 2001 deuteten daher die Zeichen trotz einer angespannten ökonomischen Situation beim Klub auf eine Verlängerung der Zusammenarbeit. Ende September verlängerte er schließlich seinen Vertrag. Im Sommer 2002 kündigte er jedoch seinen Abschied zum Saisonende an und wurde nach Saisonende durch Stefan Lundin ersetzt. Anschließend betreute er eine Spielzeit Ängelholms FF in der zweitklassigen Superettan.
Im November 2003 kehrte Jingblad in den internationalen Fußball zurück, als er erneut bei Iraklis Thessaloniki anheuerte und den entlassenen Niederländer Eugen Gerards ersetzte. Zwar erreichte er mit der Mannschaft um Edvin Murati, Nikolaos Machlas und Marcin Mięciel den achten Tabellenrang, sein zum Saisonende auslaufender Vertrag wurde jedoch nicht verlängert. Er kehrte anschließend erneut nach Schweden zurück, um nach der Entlassung von Jan Jönsson Landskrona BoIS zu übernehmen. Die in Abstiegsgefahr schwebende Mannschaft führte er in der Spielzeit 2004 auf den letzten Nicht-Abstiegsplatz, die folgende Spielzeit beendete er mit dem Klub auf dem Relegationsplatz. Gegen GAIS verpasste die Mannschaft mit einem 0:0-Unentschieden im Rückspiel nach einer 1:2-Niederlage in Göteborg den Klassenerhalt. Daraufhin kündigte er trotz weiterhin gültigem Kontrakt seinen Abschied vom Klub an. Wenige Tage später kündigte er ein Engagement beim in der Superettan spielenden IFK Norrköping an, bei dem er einen Drei-Jahres-Vertrag unterzeichnete. Mit einer in weiten Teilen umgestellten Mannschaft verpasste er als Tabellenvierter der Zweitligaspielzeit 2006 knapp den Aufstieg, ehe er in der folgenden Spielzeit die Zweitligameisterschaft feierte. Im November 2007 bekam er weitere administrative Kompetenzen und erhielt mit Sören Cratz und Sulo Vaattovaara zwei neue Assistenztrainer. Nach fünf Spieltagen der Erstliga-Spielzeit 2008 verließ er jedoch seinen Posten als Cheftrainer und rückte zum Sportchef auf. Unter dem zu seinem Nachfolger als Trainer aufgerückten Sören Cratz gewann die Mannschaft jedoch nur ein Spiel, so dass Jingblad Mitte Juli auf die Trainerbank zurückkehrte. Auch unter seiner Leitung blieb jedoch bei der Mannschaft um Kevin Amuneke, Thomas Magnusson und Kristoffer Arvhage der Erfolg aus. Nach lediglich vier Saisonsiegen beendete der Aufsteiger die Spielzeit auf dem letzten Tabellenplatz. Zwei Spieltage vor Saisonende verkündete der Verein daher die Trennung zum Saisonende.
Im Dezember 2011 verpflichtete Jingblads langjähriger Klub Halmstads BK ihn als Trainer für die U-19-Nachwuchsmannschaft. Durch einen 5:3-Endspielsieg gegen den Nachwuchs des Stockholmer Klubs Hammarby IF gewann er mit der Mannschaft 2012 die schwedische Juniorenmeisterschaft. Im November 2013 schloss er sich Hammarby IF als Sportchef an. Gemeinsam mit Trainer Nanne Bergstrand führte die zwischenzeitlich zweitklassig antretende Mannschaft wieder in die Allsvenskan. Im März 2017 trat er aus familiären Gründen von seinem Posten zurück.
Im Juli 2018 kehrte Jingblad in den Fußball zurück, bei seinem Jugendklub BK Astrio wurde er parallel zu seiner Lehrertätigkeit am örtlichen Sportgymnasium als Cheftrainer aktiv. Später stieg er zum Vereinsvorsitzenden auf.